# ورسلو
ورسلو (به دانمارکی: Hvorslev) یک شهرک در دانمارک است که در شهرداری فاورسکو واقع شده‌است. ورسلو ۱۲۷٫۹۷ کیلومتر مربع مساحت و ۲۲۱ نفر جمعیت دارد.